# Nomads of the North
Nómadas del norte es una película muda estadounidense de 1920, un drama protagonizado por Lon Chaney,  Betty Blythe, y Lewis Stone. Un oficial de la policía montada canadiense permite que un fugitivo inocente escape con la mujer que ama. La película está basada en la novela de 1919 del mismo nombre del autor estadounidense James Oliver Curwood.

## Argumento
Cuando Nanette Roland rechaza casarse con Buck McDougall hasta estar convencida de que su prometido ausente a la caza de pieles, Raoul Challoner, está muerto, Buck consigue pruebas falsas de la muerte de Challoner y Nanette accede a su deseo. En la ceremonia de boda, Raoul aparece y está a punto de llevarse a Nanette, cuando Buck le ataca y, durante la pelea, Raoul mata accidentalmente a un hombre y es arrestado. Esa noche, Nanette le ayuda a escapar y, después de una boda apresurada, huyen a las montañas. El cabo O'Connor de la Policía Montada recibe la orden de capturarle, y tres años más tarde, ayudado por Buck, descubre la cabaña de Raoul en el bosque. Justo cuando arresta al fugitivo, un incendio se desata en el bosque, atrapando a Nanette, Raoul y su bebé entre las llamas. O'Connor, herido por un árbol caído, es rescatado por Raoul y los cuatro consiguen ponerse a salvo, pero Buck perece en el fuego. O'Connor, sintiendo una deuda de agradecimiento, acepta testificar la muerte de Raoul y la familia se da cuenta de que sus problemas han llegado a su fin.

## Reparto
- Betty Blythe como Nanette Roland
- Lon Chaney como Raoul Challoner
- Lewis Stone como cabo O'Connor
- Francis McDonald como Buck McDougall
- Spottiswoode Aitken como Old Roland
- Melbourne MacDowell como Duncan McDougall
- Charles A. Smiley como el párroco

## De fondo

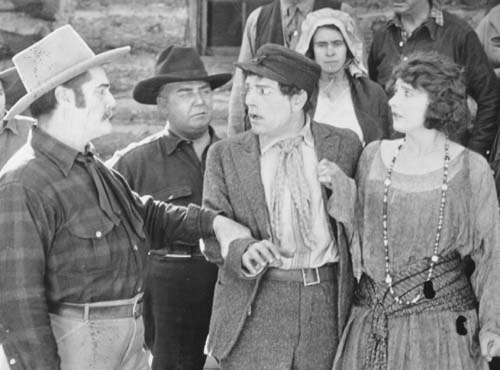
MacDowell, Chaney y Blythe.

Betty Blythe y Lon Chaney resultaron quemados mientras filmaban la escena de fuego en el bosque cuando un estallido inesperado bloqueó su escapada. Fueron rescatados a través de un túnel que había sido previamente construido para justo la posibilidad de tal evento, pero la filmación se detuvo diez días mientras los actores se recuperaban en un hospital local.
El equipo levantó un bosque falso en la parcela de Universal Studios, con árboles falsos, alternados con follaje natural, plantados en la tierra y pintados. El fuego en el bosque fue filmado con seis cámaras.